# Station Marle-sur-Serre
Station Marle-sur-Serre is een spoorwegstation in de Franse gemeente Marle, op de lijn La Plaine - Hirson en Anor (grensstation).
Vroeger takte hier een, inmiddels opgebroken, spoorlijn af.
Het station heeft een doorgaand (1) en een uitwijkspoor (E), elk met een zijperron.
Het wordt bediend door de TER Picardie.